# 乐清市实验小学
乐清市实验小学，位于浙江省乐清市。前身是创建于1909县城官立高等小学堂，是温州地区历史较为悠久的小学。学校建有游泳馆，游泳是学校的特色课程。

## 著名校友
- 杨土海-中国围棋八段，现为香港围棋院教练。

## 外部連結
- 乐清市实验小学主页 （页面存档备份，存于）